# Ada Rogovtseva

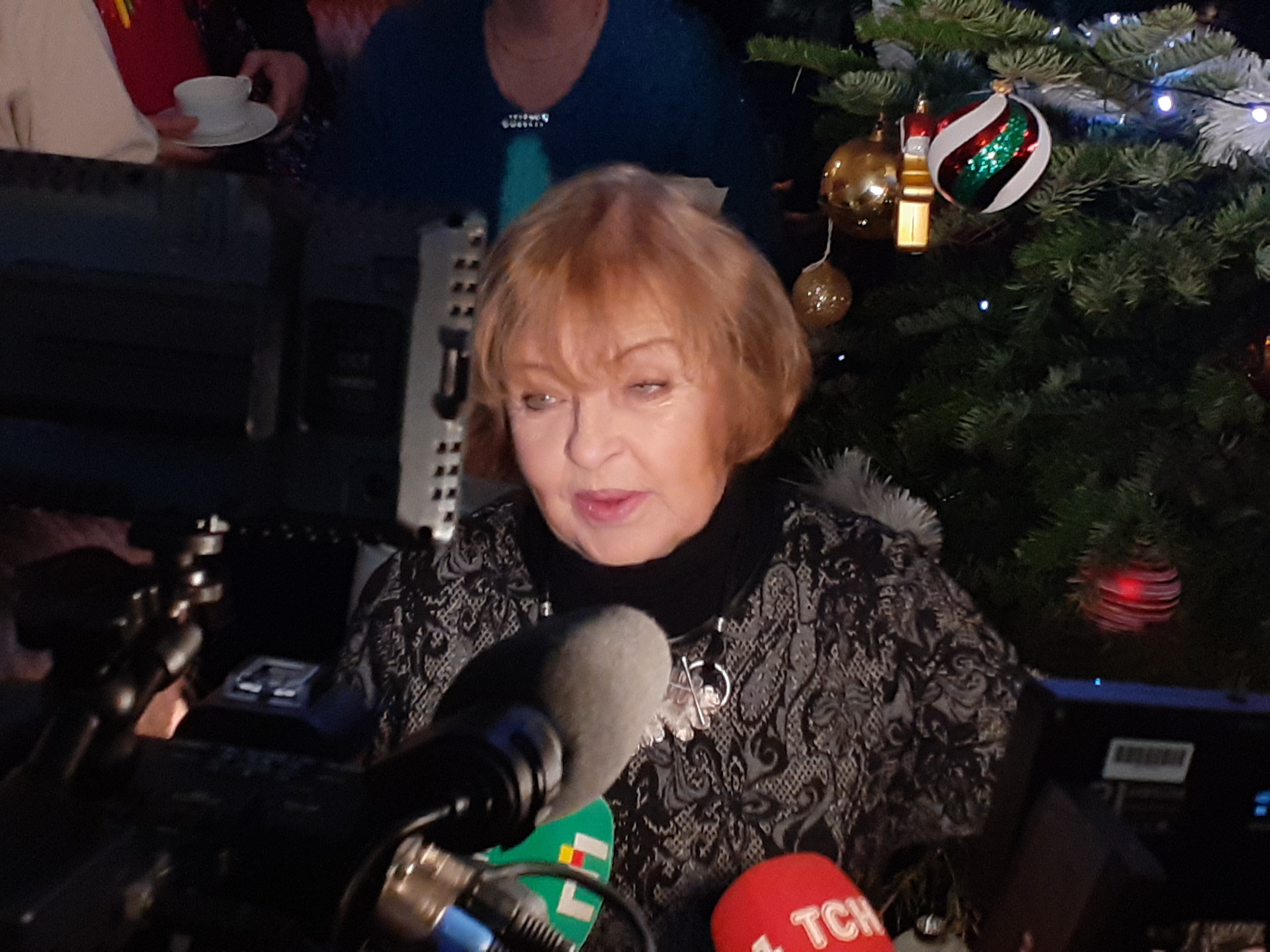
Ada Rogovtseva.

Ada Rogovtseva (nascida em 16 de julho de 1937) é uma actriz ucraniana-soviética. Ela apareceu em mais de 30 filmes e programas de televisão desde 1957. É professora da Universidade Nacional da Cultura. Ela ganhou o prémio de Melhor Atriz no 7º Festival Internacional de Cinema de Moscovo pelo seu papel em Ave, Maria!.

## Filmografia seleccionada
- Pavel Korchagin (1956)
- Forest Song (1961)
- Ave Maria! (1970)
- Taming of the Fire (1972)
- Eternal Call (1973-1983)
- Waves of the Black Sea (1975)
- The Sea (1978)
- The Gadfly (1980)
- Nine Lives of Nestor Makhno (2006)
- Admiral (2008)
- Taras Bulba (2009)
- 11 children from Morshyn (2019)

## Honras
- Artista do Povo da URSS
- Artista do Povo da Ucrânia
- Ordem da Princesa Olga (Terceira Classe, 2002)[2]
- Ordem de Mérito (Primeira Classe, 2009)[3]
- Ordem de Mérito (Terceira Classe, 1997)[4]